# Мур, Льюис Бакстер
Льюис Бакстер Мур (англ. Lewis Baxter Moore; 1866—1928) — американский педагог, доктор философии. Пастор пресвитерианской церкви. Первый афроамериканец, получивший научную степень доктора философии в Пенсильванском университете.
Вошёл в историю, как первый негр, защитивший в 1896 году докторскую диссертацию по философии («Сцены в пьесах Софокла») в университете штата Пенсильвания.
Позже, преподавал латинский язык, педагогику, психологию, философию в Говардском университете, где читал лекции в течение многих лет, был деканом педагогического колледжа Говарда.
Был рукоположён пастором пресвитерианской церкви. Преподобный доктор Л. Мур последние три года своей жизни служил пастором пресвитерианской церкви Веры в Филадельфии.